# Pleasant Hill (Iowa)
Pleasant Hill è una città degli Stati Uniti d'America, situata nello Stato dell'Iowa, nella Contea di Polk.